# إيلي ريد
إيلي ريد (بالإنجليزية: Eli Reed)‏ هو كاتب وأستاذ جامعي ومصور وصحفي ومخرج أمريكي، ولد في 4 أغسطس 1946 في ليندن في الولايات المتحدة.